# Tournoi féminin de hockey sur gazon aux Jeux du Commonwealth de 2022
Navigation
Gold Coast 2018 2026
Le tournoi féminin de hockey sur gazon aux Jeux du Commonwealth de 2022 aura lieu[Passage à actualiser] au University of Birmingham Hockey & Squash Centre entre le 29 juillet et le 8 août 2022,.
La Confédération malaisienne de hockey s'est retirée des Jeux du Commonwealth afin d'optimiser la préparation des Jeux asiatiques de 2022, où l'équipe gagnante se qualifiera[Passage à actualiser] pour les Jeux olympiques d'été de 2024. À l'époque, les Jeux asiatiques devaient avoir lieu en septembre 2022.

## Qualification
L'Angleterre s'est qualifiée comme pays hôte, la Nouvelle-Zélande s'est qualifiée comme championne en titre et les autres équipes se sont qualifiées par le Classement mondial féminin de la FIH,.
| Événement                    | Dates             | Lieu       | Quotas | Qualifiés |
| ---------------------------- | ----------------- | ---------- | ------ | --- |
| Pays hôte                    | NC                | NC         | 1      | Angleterre (5)                                                                                               |
| Jeux du Commonwealth de 2018 | 5 - 14 avril 2018 | Gold Coast | 1      | Nouvelle-Zélande (8)                                                                                         |
| Classement mondial FIH       | 1er février 2022  | NC         | 8      | Australie (3) Inde (9) Canada (15) Écosse (17) Afrique du Sud (20) Pays de Galles (24) Ghana (30) Kenya (37) |

## Format
En mars 2022, dix équipes ont été réparties en deux groupes; les deux équipes les plus performantes de chaque groupe se qualifient pour les demi-finales, tandis que les équipes restantes sont envoyées dans des matchs de classement inférieur pour déterminer leur classement final.

## Premier tour

### Groupe A
| Rang | Équipe         | J | V | N | P | BP | BC | Diff | Pts | Qualification |
| ---- | -------------- | - | - | - | - | -- | -- | ---- | --- | ------------- |
| 1    | Angleterre     | 4 | 4 | 0 | 0 | 21 | 1  | +20  | 12  | Demi-finales  |
| 2    | Inde           | 4 | 3 | 0 | 1 | 12 | 6  | +6   | 9   | Demi-finales  |
| 3    | Canada         | 4 | 2 | 0 | 2 | 14 | 5  | +9   | 6   |               |
| 4    | Pays de Galles | 4 | 1 | 0 | 3 | 5  | 12 | -7   | 3   |               |
| 5    | Ghana          | 4 | 0 | 0 | 4 | 1  | 29 | -28  | 0   |               |

Source: 
FIH
Birmingham 2022
En cas d'égalité de points de plusieurs équipes à l'issue des matchs de poule, les critères suivants sont appliqués dans l'ordre indiqué pour établir leur classement.
1. Points,
2. Matchs gagnés,
3. Différence de buts,
4. Buts marqués,
5. Face à face.

| Match 3               | Inde                                                 | 5 - 0   | Ghana |                                                                         |                                                                         |
| 29 juillet 2022 14h00 | Gurjit 3e, 39e · Neha 28e · Sangita 36e · Salima 56e | (2 - 0) |       | Arbitrage : Katrina Turner Wanri Wenter Arbitre vidéo : Aleisha Neumann | Arbitrage : Katrina Turner Wanri Wenter Arbitre vidéo : Aleisha Neumann |
| 29 juillet 2022 14h00 | Rapport FIH Rapport Birmingham 2022                  |         |       | Arbitrage : Katrina Turner Wanri Wenter Arbitre vidéo : Aleisha Neumann | Arbitrage : Katrina Turner Wanri Wenter Arbitre vidéo : Aleisha Neumann |

| Match 4               | Canada                                     | 4 - 0   | Pays de Galles |                                                                  |                                                                  |
| 29 juillet 2022 16h00 | Haughn 21e · Stairs 33e, 50e · McManus 45e | (1 - 0) |                | Arbitrage : Amber Church Binish Hayat Arbitre vidéo : Cookie Tan | Arbitrage : Amber Church Binish Hayat Arbitre vidéo : Cookie Tan |
| 29 juillet 2022 16h00 | Rapport FIH Rapport Birmingham 2022        |         |                | Arbitrage : Amber Church Binish Hayat Arbitre vidéo : Cookie Tan | Arbitrage : Amber Church Binish Hayat Arbitre vidéo : Cookie Tan |

| Match 6               | Angleterre | 12 - 0  | Ghana |                                                                       |                                                                       |
| 30 juillet 2022 16h00 | Balsdon 10e, 19e, 47e · Martin 15e, 34e, 48e · Ansley 27e · Hunt 28e · Howard 33e · Owsley 38e · Toman 48e · Unsworth 54e | (5 - 0) |       | Arbitrage : Rhiannon Murrie Wanri Wenter Arbitre vidéo : Amber Church | Arbitrage : Rhiannon Murrie Wanri Wenter Arbitre vidéo : Amber Church |
| 30 juillet 2022 16h00 | Rapport FIH Rapport Birmingham 2022                                                                                       |         |       | Arbitrage : Rhiannon Murrie Wanri Wenter Arbitre vidéo : Amber Church | Arbitrage : Rhiannon Murrie Wanri Wenter Arbitre vidéo : Amber Church |

| Match 7               | Inde                                | 3 - 1   | Pays de Galles |                                                                 |                                                                 |
| 30 juillet 2022 19h00 | Vandana 26e, 48e · Gurjit 28e       | (2 - 0) | 45e Hughes     | Arbitrage : Lelia Sacre Cookie Tan Arbitre vidéo : Amber Church | Arbitrage : Lelia Sacre Cookie Tan Arbitre vidéo : Amber Church |
| 30 juillet 2022 19h00 | Rapport FIH Rapport Birmingham 2022 |         |                | Arbitrage : Lelia Sacre Cookie Tan Arbitre vidéo : Amber Church | Arbitrage : Lelia Sacre Cookie Tan Arbitre vidéo : Amber Church |

| Match 9               | Angleterre                          | 1 - 0   | Canada |                                                                     |                                                                     |
| 31 juillet 2022 19h00 | Toman 20e                           | (1 - 0) |        | Arbitrage : Aleisha Neumann Cookie Tan Arbitre vidéo : Wanri Venter | Arbitrage : Aleisha Neumann Cookie Tan Arbitre vidéo : Wanri Venter |
| 31 juillet 2022 19h00 | Rapport FIH Rapport Birmingham 2022 |         |        | Arbitrage : Aleisha Neumann Cookie Tan Arbitre vidéo : Wanri Venter | Arbitrage : Aleisha Neumann Cookie Tan Arbitre vidéo : Wanri Venter |

| Match 11            | Pays de Galles                                     | 4 - 0   | Ghana |                                                                       |                                                                       |
| 1er août 2022 09h00 | Wilkinson 40e · Webb 51e · Holme 52e · Bingham 58e | (0 - 0) |       | Arbitrage : Rebecca Woodcock Binish Hayat Arbitre vidéo : Lelia Sacre | Arbitrage : Rebecca Woodcock Binish Hayat Arbitre vidéo : Lelia Sacre |
| 1er août 2022 09h00 | Rapport FIH Rapport Birmingham 2022                |         |       | Arbitrage : Rebecca Woodcock Binish Hayat Arbitre vidéo : Lelia Sacre | Arbitrage : Rebecca Woodcock Binish Hayat Arbitre vidéo : Lelia Sacre |

| Match 14          | Canada                                                                                   | 8 - 1   | Ghana     |                                                                             |                                                                             |
| 2 août 2022 11h00 | Walton 7e · Delmotte 13e, 47e · Thompson 14e · McManus 17e, 20e · Stairs 49e · Secco 59e | (5 - 0) | 51e Berko | Arbitrage : Rhiannon Murrie Aleisha Neumann Arbitre vidéo : Hannah Harrison | Arbitrage : Rhiannon Murrie Aleisha Neumann Arbitre vidéo : Hannah Harrison |
| 2 août 2022 11h00 | Rapport FIH Rapport Birmingham 2022                                                      |         |           | Arbitrage : Rhiannon Murrie Aleisha Neumann Arbitre vidéo : Hannah Harrison | Arbitrage : Rhiannon Murrie Aleisha Neumann Arbitre vidéo : Hannah Harrison |

| Match 15          | Angleterre                          | 3 - 1   | Inde        |                                                                  |                                                                  |
| 2 août 2022 14h00 | Ansley 3e · Howard 40e · Martin 53e | (1 - 0) | 60e Vandana | Arbitrage : Wanri Venter Cookie Tan Arbitre vidéo : Cathy Wright | Arbitrage : Wanri Venter Cookie Tan Arbitre vidéo : Cathy Wright |
| 2 août 2022 14h00 | Rapport FIH Rapport Birmingham 2022 |         |             | Arbitrage : Wanri Venter Cookie Tan Arbitre vidéo : Cathy Wright | Arbitrage : Wanri Venter Cookie Tan Arbitre vidéo : Cathy Wright |

| Match 18          | Inde                                      | 3 - 2   | Canada                  |                                                                            |                                                                            |
| 3 août 2022 11h00 | Salima 3e · Navneet 22e · Lalremsiami 51e | (2 - 1) | 23e Stairs · 39e Haughn | Arbitrage : Hannah Harrison Katrina Turner Arbitre vidéo : Rhiannon Murrie | Arbitrage : Hannah Harrison Katrina Turner Arbitre vidéo : Rhiannon Murrie |
| 3 août 2022 11h00 | Rapport FIH Rapport Birmingham 2022       |         |                         | Arbitrage : Hannah Harrison Katrina Turner Arbitre vidéo : Rhiannon Murrie | Arbitrage : Hannah Harrison Katrina Turner Arbitre vidéo : Rhiannon Murrie |

| Match 20          | Angleterre                                      | 5 - 0   | Pays de Galles |                                                                       |                                                                       |
| 4 août 2022 11h00 | Balsdon 18e, 34e, 58e · Martin 28e · Ansley 54e | (2 - 0) |                | Arbitrage : Wanri Venter Binish Hayat Arbitre vidéo : Rhiannon Murrie | Arbitrage : Wanri Venter Binish Hayat Arbitre vidéo : Rhiannon Murrie |
| 4 août 2022 11h00 | Rapport FIH Rapport Birmingham 2022             |         |                | Arbitrage : Wanri Venter Binish Hayat Arbitre vidéo : Rhiannon Murrie | Arbitrage : Wanri Venter Binish Hayat Arbitre vidéo : Rhiannon Murrie |

### Groupe B
| Rang | Équipe           | J | V | N | P | BP | BC | Diff | Pts | Qualification |
| ---- | ---------------- | - | - | - | - | -- | -- | ---- | --- | ------------- |
| 1    | Australie        | 4 | 4 | 0 | 0 | 16 | 0  | +16  | 12  | Demi-finales  |
| 2    | Nouvelle-Zélande | 4 | 3 | 0 | 1 | 21 | 2  | +19  | 9   | Demi-finales  |
| 3    | Écosse           | 4 | 2 | 0 | 2 | 15 | 5  | +10  | 6   |               |
| 4    | Afrique du Sud   | 4 | 1 | 0 | 3 | 18 | 13 | +5   | 3   |               |
| 5    | Kenya            | 4 | 0 | 0 | 4 | 0  | 50 | -50  | 0   |               |

Source: 
FIH
Birmingham 2022
En cas d'égalité de points de plusieurs équipes à l'issue des matchs de poule, les critères suivants sont appliqués dans l'ordre indiqué pour établir leur classement.
1. Points,
2. Matchs gagnés,
3. Différence de buts,
4. Buts marqués,
5. Face à face.

| Match 1               | Nouvelle-Zélande | 16 - 0  | Kenya |                                                                         |                                                                         |
| 29 juillet 2022 09h00 | Jaques 7e, 30e · Dickins 11e, 28e · Shannon 12e, 29e, 45e · Hull 18e, 30e · Lukin 25e · Davies 37e · Tynan 43e · Cotter 46e, 50e · Merry 53e, 56e | (9 - 0) |       | Arbitrage : Rachel Williams Lelia Sacre Arbitre vidéo : Aleisha Neumann | Arbitrage : Rachel Williams Lelia Sacre Arbitre vidéo : Aleisha Neumann |
| 29 juillet 2022 09h00 | Rapport FIH Rapport Birmingham 2022 |         |       | Arbitrage : Rachel Williams Lelia Sacre Arbitre vidéo : Aleisha Neumann | Arbitrage : Rachel Williams Lelia Sacre Arbitre vidéo : Aleisha Neumann |

| Match 2               | Écosse                                                | 4 - 2   | Afrique du Sud   |                                                                     |                                                                     |
| 29 juillet 2022 11h00 | Watson 7e · S. Robertson 19e · Brunet 32e · Eadie 53e | (2 - 2) | 8e, 14e Deetlefs | Arbitrage : Hannah Harrison Cathy Wright Arbitre vidéo : Cookie Tan | Arbitrage : Hannah Harrison Cathy Wright Arbitre vidéo : Cookie Tan |
| 29 juillet 2022 11h00 | Rapport FIH Rapport Birmingham 2022                   |         |                  | Arbitrage : Hannah Harrison Cathy Wright Arbitre vidéo : Cookie Tan | Arbitrage : Hannah Harrison Cathy Wright Arbitre vidéo : Cookie Tan |

| Match 5               | Australie                                                                     | 8 - 0   | Kenya |                                                                         |                                                                         |
| 30 juillet 2022 14h00 | Nobbs 3e, 12e, 60e · Tonkin 4e, 32e · Kershaw 15e · Colwill 25e · Stewart 36e | (5 - 0) |       | Arbitrage : Katrina Turner Cathy Wright Arbitre vidéo : Rachel Williams | Arbitrage : Katrina Turner Cathy Wright Arbitre vidéo : Rachel Williams |
| 30 juillet 2022 14h00 | Rapport FIH Rapport Birmingham 2022                                           |         |       | Arbitrage : Katrina Turner Cathy Wright Arbitre vidéo : Rachel Williams | Arbitrage : Katrina Turner Cathy Wright Arbitre vidéo : Rachel Williams |

| Match 8               | Nouvelle-Zélande                    | 1 - 0   | Écosse |                                                                              |                                                                              |
| 30 juillet 2022 21h00 | Tynan 10e                           | (1 - 0) |        | Arbitrage : Rebecca Woodcock Aleisha Neumann Arbitre vidéo : Hannah Harrison | Arbitrage : Rebecca Woodcock Aleisha Neumann Arbitre vidéo : Hannah Harrison |
| 30 juillet 2022 21h00 | Rapport FIH Rapport Birmingham 2022 |         |        | Arbitrage : Rebecca Woodcock Aleisha Neumann Arbitre vidéo : Hannah Harrison | Arbitrage : Rebecca Woodcock Aleisha Neumann Arbitre vidéo : Hannah Harrison |

| Match 10              | Australie                                             | 5 - 0   | Afrique du Sud |                                                                          |                                                                          |
| 31 juillet 2022 21h00 | Squibb 3e, 48e · Taylor 32e · Kershaw 36e · Nobbs 46e | (1 - 0) |                | Arbitrage : Rachel Williams Amber Church Arbitre vidéo : Hannah Harrison | Arbitrage : Rachel Williams Amber Church Arbitre vidéo : Hannah Harrison |
| 31 juillet 2022 21h00 | Rapport FIH Rapport Birmingham 2022                   |         |                | Arbitrage : Rachel Williams Amber Church Arbitre vidéo : Hannah Harrison | Arbitrage : Rachel Williams Amber Church Arbitre vidéo : Hannah Harrison |

| Match 12            | Écosse | 11 - 0  | Kenya |                                                                          |                                                                          |
| 1er août 2022 11h00 | Burnet 3e, 45e · Watson 6e, 27e · Eadie 7e · Jamieson 11e, 42e · Campbell 13e · Costello 15e · Shields 48e · K. Robertson 56e | (7 - 0) |       | Arbitrage : Hannah Harrison Rhiannon Murrie Arbitre vidéo : Cathy Wright | Arbitrage : Hannah Harrison Rhiannon Murrie Arbitre vidéo : Cathy Wright |
| 1er août 2022 11h00 | Rapport FIH Rapport Birmingham 2022                                                                                           |         |       | Arbitrage : Hannah Harrison Rhiannon Murrie Arbitre vidéo : Cathy Wright | Arbitrage : Hannah Harrison Rhiannon Murrie Arbitre vidéo : Cathy Wright |

| Match 13          | Australie                           | 1 - 0   | Nouvelle-Zélande |                                                                      |                                                                      |
| 2 août 2022 09h00 | Nobbs 8e                            | (1 - 0) |                  | Arbitrage : Rachel Williams Lelia Sacre Arbitre vidéo : Cathy Wright | Arbitrage : Rachel Williams Lelia Sacre Arbitre vidéo : Cathy Wright |
| 2 août 2022 09h00 | Rapport FIH Rapport Birmingham 2022 |         |                  | Arbitrage : Rachel Williams Lelia Sacre Arbitre vidéo : Cathy Wright | Arbitrage : Rachel Williams Lelia Sacre Arbitre vidéo : Cathy Wright |

| Match 16          | Afrique du Sud | 15 - 0  | Kenya |                                                                        |                                                                        |
| 2 août 2022 16h00 | Du Toit 7e, 26e, 43e, 46e, 57e · Glasby 11e, 27e, 56e · Du Plessis 12e, 40e, 51e, 54e · Hunter 14e · Paton 35e · Coston 60e | (6 - 0) |       | Arbitrage : Rebecca Woodcock Binish Hayat Arbitre vidéo : Amber Church | Arbitrage : Rebecca Woodcock Binish Hayat Arbitre vidéo : Amber Church |
| 2 août 2022 16h00 | Rapport FIH Rapport Birmingham 2022                                                                                         |         |       | Arbitrage : Rebecca Woodcock Binish Hayat Arbitre vidéo : Amber Church | Arbitrage : Rebecca Woodcock Binish Hayat Arbitre vidéo : Amber Church |

| Match 17          | Australie                           | 2 - 0   | Écosse |                                                                    |                                                                    |
| 3 août 2022 09h00 | Stewart 28e · Tonkin 47e            | (1 - 0) |        | Arbitrage : Amber Church Cathy Wright Arbitre vidéo : Wanri Venter | Arbitrage : Amber Church Cathy Wright Arbitre vidéo : Wanri Venter |
| 3 août 2022 09h00 | Rapport FIH Rapport Birmingham 2022 |         |        | Arbitrage : Amber Church Cathy Wright Arbitre vidéo : Wanri Venter | Arbitrage : Amber Church Cathy Wright Arbitre vidéo : Wanri Venter |

| Match 19          | Nouvelle-Zélande                              | 4 - 1   | Afrique du Sud |                                                                     |                                                                     |
| 4 août 2022 09h00 | Jopp 10e · Lench 11e · Ralph 12e · Cotter 49e | (3 - 0) | 50e Du Toit    | Arbitrage : Rebecca Woodcock Lelia Sacre Arbitre vidéo : Cookie Tan | Arbitrage : Rebecca Woodcock Lelia Sacre Arbitre vidéo : Cookie Tan |
| 4 août 2022 09h00 | Rapport FIH Rapport Birmingham 2022           |         |                | Arbitrage : Rebecca Woodcock Lelia Sacre Arbitre vidéo : Cookie Tan | Arbitrage : Rebecca Woodcock Lelia Sacre Arbitre vidéo : Cookie Tan |

## Phase de classement

### Neuvième et dixième place
| Match 21          | Ghana                                                   | 2 - 2             | Kenya                                                           |                                                                              |                                                                              |
| 5 août 2022 09h00 | Umaru 26e · Berko 32e                                   | (1 - 1)           | 5e Bwire · 58e Mutiva                                           | Arbitrage : Rebecca Woodcock Rhiannon Murrie Arbitre vidéo : Rachel Williams | Arbitrage : Rebecca Woodcock Rhiannon Murrie Arbitre vidéo : Rachel Williams |
| 5 août 2022 09h00 | Rapport FIH Rapport Birmingham 2022                     |                   |                                                                 | Arbitrage : Rebecca Woodcock Rhiannon Murrie Arbitre vidéo : Rachel Williams | Arbitrage : Rebecca Woodcock Rhiannon Murrie Arbitre vidéo : Rachel Williams |
| 5 août 2022 09h00 | Umaru · Opoku · Berko · Copson · Narkuor · ---- · Umaru | Tirs au but 2 - 3 | M. Okumu · Chebet · G. Okumu · Guchu · A. Owiti · ---- · Chebet | Arbitrage : Rebecca Woodcock Rhiannon Murrie Arbitre vidéo : Rachel Williams | Arbitrage : Rebecca Woodcock Rhiannon Murrie Arbitre vidéo : Rachel Williams |

### Septième et huitième place
| Match 22          | Afrique du Sud                      | 1 - 0   | Pays de Galles |                                                                    |                                                                    |
| 5 août 2022 11h15 | Du Plessis 38e                      | (0 - 0) |                | Arbitrage : Lelia Sacre Cookie Tan Arbitre vidéo : Hannah Harrison | Arbitrage : Lelia Sacre Cookie Tan Arbitre vidéo : Hannah Harrison |
| 5 août 2022 11h15 | Rapport FIH Rapport Birmingham 2022 |         |                | Arbitrage : Lelia Sacre Cookie Tan Arbitre vidéo : Hannah Harrison | Arbitrage : Lelia Sacre Cookie Tan Arbitre vidéo : Hannah Harrison |

### Cinquième et sixième place
| Match 25          | Canada                              | 3 - 1   | Écosse       |                                                                            |                                                                            |
| 7 août 2022 11h15 | Haughn 4e, 17e · Johansen 41e       | (2 - 1) | 15e Costello | Arbitrage : Hannah Harrison Katrina Turner Arbitre vidéo : Rhiannon Murrie | Arbitrage : Hannah Harrison Katrina Turner Arbitre vidéo : Rhiannon Murrie |
| 7 août 2022 11h15 | Rapport FIH Rapport Birmingham 2022 |         |              | Arbitrage : Hannah Harrison Katrina Turner Arbitre vidéo : Rhiannon Murrie | Arbitrage : Hannah Harrison Katrina Turner Arbitre vidéo : Rhiannon Murrie |

## Tour pour les médailles
|  | Demi-finales     | Demi-finales |                        |       | Finale | Finale |
|  | Demi-finales     | Demi-finales |                        |       | Finale | Finale |
|  |                  |              |                        |       |        |        |
|  |                  |              |                        |       |        |        |
|  |                  |              |                        |       |        |        |
|  | Angleterre       | 0 (2)        |                        |       |        |        |
|  | Angleterre       | 0 (2)        |                        |       |        |        |
|  | Nouvelle-Zélande | 0 (0)        |                        |       |        |        |
|  | Nouvelle-Zélande | 0 (0)        | Angleterre             | 2     |        |        |
|  |                  |              | Angleterre             | 2     |        |        |
|  |                  | Australie    | 1                      |       |        |        |
|  | Australie        | Australie    | 1                      | 1 (3) |        |        |
|  | Australie        |              |                        | 1 (3) |        |        |
|  | Inde             | 1 (0)        |                        |       |        |        |
|  | Inde             | 1 (0)        | Match pour la 3e place |       |        |        |
|  |                  |              |                        |       |        |        |
|  |                  |              |                        |       |        |        |
|  |                  |              |                        |       |        |        |
|  | Nouvelle-Zélande | 1 (1)        |                        |       |        |        |
|  | Nouvelle-Zélande | 1 (1)        |                        |       |        |        |
|  | Inde             | 1 (2)        |                        |       |        |        |
|  | Inde             | 1 (2)        |                        |       |        |        |

### Demi-finales
| Match 23          | Angleterre                          | 0 - 0             | Nouvelle-Zélande                  |                                                                           |                                                                           |
| 5 août 2022 18h00 |                                     | (0 - 0)           |                                   | Arbitrage : Aleishan Neumann Wanri Venter Arbitre vidéo : Rhiannon Murrie | Arbitrage : Aleishan Neumann Wanri Venter Arbitre vidéo : Rhiannon Murrie |
| 5 août 2022 18h00 | Rapport FIH Rapport Birmingham 2022 |                   |                                   | Arbitrage : Aleishan Neumann Wanri Venter Arbitre vidéo : Rhiannon Murrie | Arbitrage : Aleishan Neumann Wanri Venter Arbitre vidéo : Rhiannon Murrie |
| 5 août 2022 18h00 | Howard · Owsley · Petter · Martin   | Tirs au but 2 - 0 | Ralph · Tynan · K. Doar · Shannon | Arbitrage : Aleishan Neumann Wanri Venter Arbitre vidéo : Rhiannon Murrie | Arbitrage : Aleishan Neumann Wanri Venter Arbitre vidéo : Rhiannon Murrie |

| Match 24          | Australie                           | 1 - 1             | Inde                         |                                                                       |                                                                       |
| 5 août 2022 20h15 | Greiner 10e                         | (1 - 0)           | 49e Vandana                  | Arbitrage : Hannah Harrison Amber Church Arbitre vidéo : Cathy Wright | Arbitrage : Hannah Harrison Amber Church Arbitre vidéo : Cathy Wright |
| 5 août 2022 20h15 | Rapport FIH Rapport Birmingham 2022 |                   |                              | Arbitrage : Hannah Harrison Amber Church Arbitre vidéo : Cathy Wright | Arbitrage : Hannah Harrison Amber Church Arbitre vidéo : Cathy Wright |
| 5 août 2022 20h15 | Malone · Nobbs · Lawton             | Tirs au but 3 - 0 | Lalremsiami · Neha · Navneet | Arbitrage : Hannah Harrison Amber Church Arbitre vidéo : Cathy Wright | Arbitrage : Hannah Harrison Amber Church Arbitre vidéo : Cathy Wright |

### Match pour la médaille de bronze
| Match 26          | Nouvelle-Zélande                         | 1 - 1             | Inde                              |                                                                          |                                                                          |
| 7 août 2022 09h00 | Merry 60e                                | (0 - 1)           | 29e Salima                        | Arbitrage : Rachel Williams Aleisha Neumann Arbitre vidéo : Cathy Wright | Arbitrage : Rachel Williams Aleisha Neumann Arbitre vidéo : Cathy Wright |
| 7 août 2022 09h00 | Rapport FIH Rapport Birmingham 2022      |                   |                                   | Arbitrage : Rachel Williams Aleisha Neumann Arbitre vidéo : Cathy Wright | Arbitrage : Rachel Williams Aleisha Neumann Arbitre vidéo : Cathy Wright |
| 7 août 2022 09h00 | Hull · Ralph · Tynan · K. Doar · Shannon | Tirs au but 1 - 2 | Sangita · Sonika · Navneet · Neha | Arbitrage : Rachel Williams Aleisha Neumann Arbitre vidéo : Cathy Wright | Arbitrage : Rachel Williams Aleisha Neumann Arbitre vidéo : Cathy Wright |

### Match pour la médaille d'or
| Match 27          | Angleterre                          | 2 - 1   | Australie  |                                                                    |                                                                    |
| 7 août 2022 15h00 | Hunt 22e · Howard 26e               | (2 - 0) | 60e Malone | Arbitrage : Amber Church Wanri Venter Arbitre vidéo : Cathy Wright | Arbitrage : Amber Church Wanri Venter Arbitre vidéo : Cathy Wright |
| 7 août 2022 15h00 | Rapport FIH Rapport Birmingham 2022 |         |            | Arbitrage : Amber Church Wanri Venter Arbitre vidéo : Cathy Wright | Arbitrage : Amber Church Wanri Venter Arbitre vidéo : Cathy Wright |

## Classement final
| Rang               | Équipe           | J | V | N | P | BP | BC | Diff | Pts | Résultat         |
| ------------------ | ---------------- | - | - | - | - | -- | -- | ---- | --- | ---------------- |
| Médaille d'or      | Angleterre       | 6 | 5 | 1 | 0 | 23 | 2  | +21  | 16  | Champion         |
| Médaille d'argent  | Australie        | 6 | 4 | 1 | 1 | 18 | 3  | +15  | 13  | Vice-champion    |
| Médaille de bronze | Inde             | 6 | 3 | 2 | 1 | 14 | 8  | +6   | 11  | Troisième        |
| 4                  | Nouvelle-Zélande | 6 | 3 | 2 | 1 | 22 | 3  | +19  | 11  | Quatrième        |
| 5                  | Canada           | 5 | 3 | 0 | 2 | 17 | 6  | +11  | 9   | Phase de groupes |
| 6                  | Écosse           | 5 | 2 | 0 | 3 | 16 | 8  | +8   | 6   | Phase de groupes |
| 7                  | Afrique du Sud   | 5 | 2 | 0 | 3 | 19 | 13 | +6   | 6   | Phase de groupes |
| 8                  | Pays de Galles   | 5 | 1 | 0 | 4 | 5  | 13 | -8   | 3   | Phase de groupes |
| 9                  | Kenya            | 5 | 0 | 1 | 4 | 2  | 52 | -50  | 1   | Phase de groupes |
| 10                 | Ghana            | 5 | 0 | 1 | 4 | 3  | 31 | -28  | 1   | Phase de groupes |